# Snooker Shoot-Out 2017
Das Coral Snooker Shoot-Out 2017 ist ein Snookerturnier der Main Tour der Saison 2016/17, das vom 23. bis 26. Februar 2017 im Watford Colosseum in Watford ausgetragen wurde. Im Gegensatz zu den Vorjahren wurde das Turnier erstmals als Ranglistenturnier – mit 128 Teilnehmern – veranstaltet, damit zählen die Preisgelder – ab Runde zwei – auch in der Wertung für die Snookerweltrangliste.
Titelverteidiger war der Finne Robin Hull, er verlor in der 2. Runde 18:25 gegen Fergal O’Brien. Sieger wurde der Schotte Anthony McGill, für ihn war es der zweite Turniersieg seiner Karriere.

## Preisgeld
Das Preisgeld blieb zum Vorjahr unverändert.
|                 | Preisgeld |
| --------------- | --------- |
| Sieger          | 32.000 £  |
| Finalist        | 16.000 £  |
| Halbfinalist    | 8.000 £   |
| Viertelfinalist | 4.000 £   |
| Achtelfinalist  | 2.000 £   |
| Letzten 32      | 1.000 £   |
| Letzten 64      | 500 £     |
| Letzten 128 a   | 250 £     |
| Höchstes Break  | 2.000 £   |
| Insgesamt       | 146.000 £ |

Der "Rolling 147 Prize" für ein Maximum Break stand bei 15.000 £, da bei der Welsh Open kein Maximum Break gespielt wurde.

## Besonderheiten
- Die Spieler tragen alle gleichfarbene Polohemden in einem mittleren Blau mit weißer Schrift und weißen Streifen an den Ärmeln vorn und hinten und dazu schwarze Hosen. Zwischen diesen Streifen steht die Ranglistennummer des Spielers in Weiß. Auf dem Rücken steht: #ClockisTicking und darunter in weißen Großbuchstaben der Nachname des Spielers. Die Vorderseite des Shirts hat auf der linken Brustseite immer CORAL stehen, während zusätzlich jeder Spieler individuell gestaltete andersfarbige Applikationen von Sponsoren dort stehen hat.
- Die Schiedsrichter tragen ebenfalls Polohemden, jedoch in Weiß mit roten Streifen an gleicher Stelle der Ärmel, sowie schwarzer Schrift und schwarze Hosen. Auf dem Rücken steht jeweils ebenfalls #ClockisTicking und darunter REFEREE und auf der linken Brustseite nur CORAL. Außerdem tragen sie ihre üblichen Handschuhe.
- Vor jedem Frame, nachdem der Schiedsrichter den Tisch aufgebaut hat, begrüßt ein Ansager die Zuschauer und kündigt die nächsten beiden Spieler an. Ab der 3. Runde werden diese von zwei weiblichen Models bis zum Tisch begleitet, ab dem Viertelfinale zusätzlich bei ihnen am Arm. Diese Models bringen die Spieler zur Begrüßung zum Schiedsrichter, warten kurz an der Bande hinter den Spielern und gehen, während die Spieler mit ihren „Lags“ um das Recht des Anstoßes spielen, zurück in ihre Warteposition.
- Beim „Lag“ versuchen die Spieler gleichzeitig von der Baulk-Linie ihren Spielball möglichst nahe an die Fußbande zu stoßen. Der Gewinner darf bestimmen, wer anstößt. Dazu werden die beiden Spielbälle zuvor vom Schiedsrichter beim Aufbau jeweils in der Mitte zwischen grünem Ball und linker Seitenbande (weißer Spielball) und zwischen gelbem Ball und rechter Seitenbande (weißer Ball mit Punkten) platziert.
- Nachdem der Spieler angestoßen hat, beginnt eine elektronische Uhr den Countdown von 10 Minuten rückwärts zu zählen und zusätzlich für den Stoß, am Anfang 15 Sekunden – wobei die letzten 5 Sekunden davon durch Pieptöne angezeigt werden – und nach 5 Minuten – 10 Sekunden pro Stoß. Die Stoßzeitzählung beginnt, jeweils wenn der Schiedsrichter den vorherigen Punkt angesagt hat, wobei dieser jeweils damit wartet, entweder bis der Spielball ruht oder er den jeweiligen Objektball wieder aufgesetzt hat. Die Ansage: „Ten second shot clock now in operation“ erfolgt mit einer abgespeicherte Frauenstimme aus dem „Off“ exakt nach 5 Minuten Framezeit und wird regelmäßig durch Buhrufe einer Gruppe von Zuschauern begleitet. Die letzten 10 Sekunden eines Frames werden ebenfalls durch eine abgespeicherte Stimme und durch Pieptöne begleitet, laut abgezählt. Häufig gibt aber der weit zurückliegende Spieler den für ihn aussichtslosen Frame durch Handschlag und Gratulation zum Gegner vor Ablauf der Uhr auf.
- Es ist auch – im Gegensatz zu sonstigen Turnieren – durchaus üblich, dass das Publikum sich durch Zwischenrufe bzw. spezielle Farbwünsche bei den Objektbällen bemerkbar macht. So wurde regelmäßig – wenn sich die Chance im Spiel ergab – von einer Gruppe „yellow“ gefordert und, wenn sie Erfolg damit hatten, mit einer Form La Ola von ihnen begleitet.
- Speziell ist auch die besondere „Ball-in-Hand“-Regel des Spiels. bei welcher der Spieler die weiße Kugel vom Schiedsrichter erhält und selbst entscheidet, wo auf dem Tisch er sie zum Weiterspielen platziert, wobei die Stoßzeit ab der Übergabe allerdings läuft und somit den Spieler unter Zeitdruck setzt, besonders in der zweiten Framehälfte.
- Abweichend zu den sonstigen normalen Fehlern gibt es beim Shoot-Out zusätzlich: Zeitfehler bei einem Stoß nach dem Signal des 15- bzw. 10-Sekunden-Zeitfensters (4 Punkte) oder wenn weder der Spielball, noch der Objektball eine Bande berührten und der Objektball am Ende des Stoßes nicht „gefallen“ ist (4 Punkte). Dadurch wird das sonst übliche Safety-Spiel mit kleinsten Spielball-Bewegungen weitgehend unmöglich gemacht.
- Wenn, nach Ablauf der 10 Minuten, Gleichstand herrscht, folgt ein „sudden death blue ball shoot-out“. Dabei kommt der „blue ball“ bei jedem Stoß auf seinen Spot und muss von dort aus dem „D“ heraus mit einem Stoß versenkt werden. Entschieden ist der Frame dann, wenn einer der Spieler nach einer geradzahligen Reihe von Versuchen einen Ball Vorsprung hat. Der Spieler, welcher den „Lag“ am Anfang des Frames gewann, darf entscheiden, wer dabei beginnt. Während dieses blue ball shoot-outs gibt es nicht die sonstige Zeitbeschränkung und -ansage.

## Spielplan
Die Partien der ersten Runde, am 1. Februar 2017 ausgelost und bekanntgeben. Anders als bei den meisten Snookerturnieren wird beim Snooker Shoot-Out jede Runde neu ausgelost.

### 1. Runde
Die Spiele der 1. Runde fanden am 23. und 24. Februar 2017, in 3 Sessions, statt.
- Kuriosität: In Spiel Nr.22, Michael Holt gegen Josuah Thomond, führte Thomond 20 Sekunden vor Schluss 28 zu 25, sah kurz auf das Scoreboard und versuchte noch eine Rote zu lochen, was misslang. Während die beiden sich bereits die Hand schüttelten – es ertönten die letzten Sekundensignale – fiel der Spielball – in letzter Sekunde – in die Ecktasche, wodurch Holt noch mit 29 zu 28 den Frame gewann, den er bereits verloren glaubte.[4]

| Spiel | Spieler 1                  | Ergebnis  | Spieler 2                |
| ----- | -------------------------- | --------- | ------------------------ |
| 1     | (75) Duane Jones           | 3218:3218 | Akani Songsermsawad (70) |
| 2     | (30) Zhou Yuelong          | 7422:7422 | Jack Lisowski (41)       |
| 3     | (84) Sanderson Lam         | 807:807   | Bradley Jones (A)        |
| 4     | (68) Liam Highfield        | 460:460   | Oliver Brown (A)         |
| 5     | (52) Ian Burns             | 4239:4239 | Daniel Wells (56)        |
| 6     | (59) Nigel Bond            | 3646:3646 | Mark Allen (4)           |
| 7     | (107) Igor Figueiredo      | 804:804   | John Astley (69)         |
| 8     | (87) James Cahill          | 2355:2355 | Robbie Williams (39)     |
| 9     | (35) Mark Joyce            | 4161:4161 | Joe Perry (3)            |
| 10    | (101) Alex Borg            | 8935:8935 | Thepchaiya Un-Nooh (24)  |
| 11    | (10) Anthony McGill        | 2243:2243 | Oliver Lines (43)        |
| 12    | (15) Michael White         | 2464:2464 | Alan McManus (19)        |
| 13    | (5) Liang Wenbo            | 1109:1109 | Matthew Stevens (31)     |
| 14    | (99) Craig Steadman        | 5216:5216 | Jak Jones (78)           |
| 15    | Boonyarit Keattikun        | 6715:6715 | Steven Hallworth (A)     |
| 16    | (88) Darryl Hill           | 2647:2647 | Kurt Maflin (32)         |
| 17    | (8) Kyren Wilson           | 487:487   | David Grace (37)         |
| 18    | (34) Fergal O’Brien        | 079:079   | Ryan Day (16)            |
| 19    | (65) Scott Donaldson       | 4352:4352 | Thor Chuan Leong (94)    |
| 20    | (103) Cao Yupeng           | 565:565   | Marc Davis (A)           |
| 21    | (72) Sean O’Sullivan       | 948:948   | Dominic Dale (26)        |
| 22    | (14) Michael Holt          | 2829:2829 | Joshua Thomond (A)       |
| 23    | (109) David John           | 084:084   | Charlie Walters (A)      |
| 24    | (A) Michael Collumb        | 546:546   | Joe Swail (50)           |
| 25    | (86) Eden Sharav           | 3359:3359 | Gareth Allen (96)        |
| 26    | (61) Zhang Anda            | 6739:6739 | Shaun Murphy (2)         |
| 27    | (85) Aditya Mehta          | 4535:4535 | Ken Doherty (51)         |
| 28    | (97) Michael Wild          | 4730:4730 | Daniel Womersley (A)     |
| 29    | (106) Jamie Curtis-Barrett | 1858:1858 | Sam Baird (36)           |
| 30    | (80) Lee Walker            | 5044:5044 | Luca Brecel (17)         |
| 31    | (76) Sam Craigie           | 1468:1468 | Mike Dunn (33)           |
| 32    | (A) Adam Stefanów          | 6837:6837 | Fang Xiongman (100)      |

| Spiel | Spieler 1                  | Ergebnis  | Spieler 2                |
| ----- | -------------------------- | --------- | ------------------------ |
| 1     | (75) Duane Jones           | 3218:3218 | Akani Songsermsawad (70) |
| 2     | (30) Zhou Yuelong          | 7422:7422 | Jack Lisowski (41)       |
| 3     | (84) Sanderson Lam         | 807:807   | Bradley Jones (A)        |
| 4     | (68) Liam Highfield        | 460:460   | Oliver Brown (A)         |
| 5     | (52) Ian Burns             | 4239:4239 | Daniel Wells (56)        |
| 6     | (59) Nigel Bond            | 3646:3646 | Mark Allen (4)           |
| 7     | (107) Igor Figueiredo      | 804:804   | John Astley (69)         |
| 8     | (87) James Cahill          | 2355:2355 | Robbie Williams (39)     |
| 9     | (35) Mark Joyce            | 4161:4161 | Joe Perry (3)            |
| 10    | (101) Alex Borg            | 8935:8935 | Thepchaiya Un-Nooh (24)  |
| 11    | (10) Anthony McGill        | 2243:2243 | Oliver Lines (43)        |
| 12    | (15) Michael White         | 2464:2464 | Alan McManus (19)        |
| 13    | (5) Liang Wenbo            | 1109:1109 | Matthew Stevens (31)     |
| 14    | (99) Craig Steadman        | 5216:5216 | Jak Jones (78)           |
| 15    | Boonyarit Keattikun        | 6715:6715 | Steven Hallworth (A)     |
| 16    | (88) Darryl Hill           | 2647:2647 | Kurt Maflin (32)         |
| 17    | (8) Kyren Wilson           | 487:487   | David Grace (37)         |
| 18    | (34) Fergal O’Brien        | 079:079   | Ryan Day (16)            |
| 19    | (65) Scott Donaldson       | 4352:4352 | Thor Chuan Leong (94)    |
| 20    | (103) Cao Yupeng           | 565:565   | Marc Davis (A)           |
| 21    | (72) Sean O’Sullivan       | 948:948   | Dominic Dale (26)        |
| 22    | (14) Michael Holt          | 2829:2829 | Joshua Thomond (A)       |
| 23    | (109) David John           | 084:084   | Charlie Walters (A)      |
| 24    | (A) Michael Collumb        | 546:546   | Joe Swail (50)           |
| 25    | (86) Eden Sharav           | 3359:3359 | Gareth Allen (96)        |
| 26    | (61) Zhang Anda            | 6739:6739 | Shaun Murphy (2)         |
| 27    | (85) Aditya Mehta          | 4535:4535 | Ken Doherty (51)         |
| 28    | (97) Michael Wild          | 4730:4730 | Daniel Womersley (A)     |
| 29    | (106) Jamie Curtis-Barrett | 1858:1858 | Sam Baird (36)           |
| 30    | (80) Lee Walker            | 5044:5044 | Luca Brecel (17)         |
| 31    | (76) Sam Craigie           | 1468:1468 | Mike Dunn (33)           |
| 32    | (A) Adam Stefanów          | 6837:6837 | Fang Xiongman (100)      |

| Spiel | Spieler 1               | Ergebnis    | Spieler 2                |
| ----- | ----------------------- | ----------- | ------------------------ |
| 33    | (102) Josh Boileau      | 5811:5811   | Zhang Yong (79)          |
| 34    | (92) Sydney Wilson      | 924:924     | Andy Hicks (A)           |
| 35    | (49) Rod Lawler         | 304:304     | Xiao Guodong (42)        |
| 36    | (48) Dechawat Poomjaeng | 5322:5322   | Fraser Patrick (91)      |
| 37    | (66) Mei Xiwen          | 7440:7440   | Robin Hull (45)          |
| 38    | (53) Chris Wakelin      | 1666:1666   | Tom Ford (28)            |
| 39    | Itaro Santos            | 10826:10826 | Chen Zhe (105)           |
| 40    | (58) Yan Bingtao        | 5619:5619   | Hossein Vafaei (67)      |
| 41    | (38) Andrew Higginson   | 3465:3465   | Ian Preece (93)          |
| 42    | (64) Rhys Clark         | 2932:2932   | Rory McLeod (47)         |
| 43    | (21) Graeme Dott        | 096:096     | Mitchell Mann (74)       |
| 44    | (A) Louis Heathcote     | 781:781     | Jimmy White (89)         |
| 45    | (20) Matthew Selt       | 697:697     | Jason Weston (108)       |
| 46    | (A) Zak Surety          | 5713:5713   | Robert Milkins (23)      |
| 47    | (57) Ross Muir          | 3243:3243   | Martin O’Donnell (63)    |
| 48    | (104) Kurt Dunham       | 6432:6432   | Stuart Carrington (44)   |
| 49    | (25) Jamie Jones        | 629:629     | Mark Williams (7)        |
| 50    | (54) Alfie Burden       | 2451:2451   | Ben Woollaston (18)      |
| 51    | (12) David Gilbert      | 2539:2539   | Wang Yuchen (83)         |
| 52    | Hatem Yaseen            | 374:374     | Barry Hawkins (6)        |
| 53    | (90) Hamza Akbar        | 4853:4853   | Stuart Bingham (1)       |
| 54    | (40) Tian Pengfei       | 2043:2043   | Peter Lines (A)          |
| 55    | (27) Jimmy Robertson    | 1794:1794   | Elliot Slessor (98)      |
| 56    | (81) Allan Taylor       | 2264:2264   | Christopher Keogan (110) |
| 57    | (60) Noppon Saengkham   | 1854:1854   | Martin Gould (11)        |
| 58    | (62) Jamie Cope         | 6816:6816   | Michael Georgiou (71)    |
| 59    | (13) Mark King          | 4350:4350   | Adam Duffy (95)          |
| 60    | (73) Zhao Xintong       | 4347:4347   | Mark Davis (22)          |
| 61    | (A) Ashley Hugill       | 3266:3266   | Paul Davison (77)        |
| 62    | (46) Li Hang            | 1348:1348   | Brandon Sargeant (A)     |
| 63    | (82) Hammad Miah        | 6727:6727   | Ricky Walden (9)         |
| 64    | (29) Gary Wilson        | 618:618     | Anthony Hamilton (55)    |

| Spiel | Spieler 1               | Ergebnis    | Spieler 2                |
| ----- | ----------------------- | ----------- | ------------------------ |
| 33    | (102) Josh Boileau      | 5811:5811   | Zhang Yong (79)          |
| 34    | (92) Sydney Wilson      | 924:924     | Andy Hicks (A)           |
| 35    | (49) Rod Lawler         | 304:304     | Xiao Guodong (42)        |
| 36    | (48) Dechawat Poomjaeng | 5322:5322   | Fraser Patrick (91)      |
| 37    | (66) Mei Xiwen          | 7440:7440   | Robin Hull (45)          |
| 38    | (53) Chris Wakelin      | 1666:1666   | Tom Ford (28)            |
| 39    | Itaro Santos            | 10826:10826 | Chen Zhe (105)           |
| 40    | (58) Yan Bingtao        | 5619:5619   | Hossein Vafaei (67)      |
| 41    | (38) Andrew Higginson   | 3465:3465   | Ian Preece (93)          |
| 42    | (64) Rhys Clark         | 2932:2932   | Rory McLeod (47)         |
| 43    | (21) Graeme Dott        | 096:096     | Mitchell Mann (74)       |
| 44    | (A) Louis Heathcote     | 781:781     | Jimmy White (89)         |
| 45    | (20) Matthew Selt       | 697:697     | Jason Weston (108)       |
| 46    | (A) Zak Surety          | 5713:5713   | Robert Milkins (23)      |
| 47    | (57) Ross Muir          | 3243:3243   | Martin O’Donnell (63)    |
| 48    | (104) Kurt Dunham       | 6432:6432   | Stuart Carrington (44)   |
| 49    | (25) Jamie Jones        | 629:629     | Mark Williams (7)        |
| 50    | (54) Alfie Burden       | 2451:2451   | Ben Woollaston (18)      |
| 51    | (12) David Gilbert      | 2539:2539   | Wang Yuchen (83)         |
| 52    | Hatem Yaseen            | 374:374     | Barry Hawkins (6)        |
| 53    | (90) Hamza Akbar        | 4853:4853   | Stuart Bingham (1)       |
| 54    | (40) Tian Pengfei       | 2043:2043   | Peter Lines (A)          |
| 55    | (27) Jimmy Robertson    | 1794:1794   | Elliot Slessor (98)      |
| 56    | (81) Allan Taylor       | 2264:2264   | Christopher Keogan (110) |
| 57    | (60) Noppon Saengkham   | 1854:1854   | Martin Gould (11)        |
| 58    | (62) Jamie Cope         | 6816:6816   | Michael Georgiou (71)    |
| 59    | (13) Mark King          | 4350:4350   | Adam Duffy (95)          |
| 60    | (73) Zhao Xintong       | 4347:4347   | Mark Davis (22)          |
| 61    | (A) Ashley Hugill       | 3266:3266   | Paul Davison (77)        |
| 62    | (46) Li Hang            | 1348:1348   | Brandon Sargeant (A)     |
| 63    | (82) Hammad Miah        | 6727:6727   | Ricky Walden (9)         |
| 64    | (29) Gary Wilson        | 618:618     | Anthony Hamilton (55)    |

### 2. Runde
Die Partien der 2. Runde wurden am 24. und 25. Februar 2017, in den Abendsessions, ausgetragen.
| Spiel | Spieler 1                  | Ergebnis  | Spieler 2                |
| ----- | -------------------------- | --------- | ------------------------ |
| 65    | (8) Jimmy White            | 4445:4445 | Chen Zhe (105)           |
| 66    | (45) Robin Hull            | 2518:2518 | Fergal O’Brien (34)      |
| 67    | (12) David Gilbert         | 640:640   | Akani Songsermsawad (70) |
| 68    | (64) Rhys Clark            | 721:721   | Jimmy Robertson (27)     |
| 69    | (106) Jamie Curtis-Barrett | 3012:3012 | Anthony McGill (10)      |
| 70    | (109) David John           | 5013:5013 | Liam Highfield (68)      |
| 71    | (13) Mark King             | 3052:3052 | Andrew Higginson (38)    |
| 72    | (73) Zhao Xintong          | 6019:6019 | Ken Doherty (51)         |
| 73    | (53) Chris Wakelin         | 5333:5333 | Jack Lisowski (41)       |
| 74    | (108) Jason Weston         | 6940:6940 | Alfie Burden (54)        |
| 75    | (2) Shaun Murphy           | 856:856   | John Astley (69)         |
| 76    | (35) Mark Joyce            | 3223:3223 | Sam Craigie (76)         |
| 77    | (40) Tian Pengfei          | 5535:5535 | David Grace (37)         |
| 78    | (56) Daniel Wells          | 4256:4256 | Thepchaiya Un-Nooh (24)  |
| 79    | (6) Barry Hawkins          | 6125:6125 | Eden Sharav (86)         |
| 80    | (14) Michael Holt          | 308:308   | Ross Muir (57)           |

| Spiel | Spieler 1                  | Ergebnis  | Spieler 2                |
| ----- | -------------------------- | --------- | ------------------------ |
| 65    | (8) Jimmy White            | 4445:4445 | Chen Zhe (105)           |
| 66    | (45) Robin Hull            | 2518:2518 | Fergal O’Brien (34)      |
| 67    | (12) David Gilbert         | 640:640   | Akani Songsermsawad (70) |
| 68    | (64) Rhys Clark            | 721:721   | Jimmy Robertson (27)     |
| 69    | (106) Jamie Curtis-Barrett | 3012:3012 | Anthony McGill (10)      |
| 70    | (109) David John           | 5013:5013 | Liam Highfield (68)      |
| 71    | (13) Mark King             | 3052:3052 | Andrew Higginson (38)    |
| 72    | (73) Zhao Xintong          | 6019:6019 | Ken Doherty (51)         |
| 73    | (53) Chris Wakelin         | 5333:5333 | Jack Lisowski (41)       |
| 74    | (108) Jason Weston         | 6940:6940 | Alfie Burden (54)        |
| 75    | (2) Shaun Murphy           | 856:856   | John Astley (69)         |
| 76    | (35) Mark Joyce            | 3223:3223 | Sam Craigie (76)         |
| 77    | (40) Tian Pengfei          | 5535:5535 | David Grace (37)         |
| 78    | (56) Daniel Wells          | 4256:4256 | Thepchaiya Un-Nooh (24)  |
| 79    | (6) Barry Hawkins          | 6125:6125 | Eden Sharav (86)         |
| 80    | (14) Michael Holt          | 308:308   | Ross Muir (57)           |

| Spiel | Spieler 1             | Ergebnis  | Spieler 2              |
| ----- | --------------------- | --------- | ---------------------- |
| 81    | (26) Dominic Dale     | 2478:2478 | Hossein Vafaei (67)    |
| 82    | (90) Hamza Akbar      | 778:778   | Xiao Guodong (42)      |
| 83    | (71) Michael Georgiou | 173:173   | Ricky Walden (9)       |
| 84    | (100) Fang Xiongman   | 1150:1150 | Anthony Hamilton (55)  |
| 85    | (59) Nigel Bond       | 6632:6632 | Zhang Yong (79)        |
| 86    | (103) Cao Yupeng      | 3242:3242 | Liang Wenbo (5)        |
| 87    | (A) Ashley Hugill     | 861:861   | Stuart Carrington (44) |
| 88    | (50) Joe Swail        | 1656:1656 | Allan Taylor (81)      |
| 89    | (46) Li Hang          | 1632:1632 | Graeme Dott (21)       |
| 90    | (A) Andy Hicks        | 3558:3558 | Mark Williams (7)      |
| 91    | (17) Luca Brecel      | 1734:1734 | Scott Donaldson (65)   |
| 92    | (A) Steven Hallworth  | 158:158   | Michael White (15)     |
| 93    | (60) Noppon Saengkham | 5435:5435 | James Cahill (87)      |
| 94    | (91) Fraser Patrick   | 503:503   | Jak Jones (78)         |
| 95    | (88) Darryl Hill      | 2734:2734 | Bradley Jones (A)      |
| 96    | (A) Daniel Womersley  | 3956:3956 | Robert Milkins (23)    |

| Spiel | Spieler 1             | Ergebnis  | Spieler 2              |
| ----- | --------------------- | --------- | ---------------------- |
| 81    | (26) Dominic Dale     | 2478:2478 | Hossein Vafaei (67)    |
| 82    | (90) Hamza Akbar      | 778:778   | Xiao Guodong (42)      |
| 83    | (71) Michael Georgiou | 173:173   | Ricky Walden (9)       |
| 84    | (100) Fang Xiongman   | 1150:1150 | Anthony Hamilton (55)  |
| 85    | (59) Nigel Bond       | 6632:6632 | Zhang Yong (79)        |
| 86    | (103) Cao Yupeng      | 3242:3242 | Liang Wenbo (5)        |
| 87    | (A) Ashley Hugill     | 861:861   | Stuart Carrington (44) |
| 88    | (50) Joe Swail        | 1656:1656 | Allan Taylor (81)      |
| 89    | (46) Li Hang          | 1632:1632 | Graeme Dott (21)       |
| 90    | (A) Andy Hicks        | 3558:3558 | Mark Williams (7)      |
| 91    | (17) Luca Brecel      | 1734:1734 | Scott Donaldson (65)   |
| 92    | (A) Steven Hallworth  | 158:158   | Michael White (15)     |
| 93    | (60) Noppon Saengkham | 5435:5435 | James Cahill (87)      |
| 94    | (91) Fraser Patrick   | 503:503   | Jak Jones (78)         |
| 95    | (88) Darryl Hill      | 2734:2734 | Bradley Jones (A)      |
| 96    | (A) Daniel Womersley  | 3956:3956 | Robert Milkins (23)    |

### 3. Runde
Die 3. Runde war in der Mittagssession am 26. Februar 2017 angesetzt.
| Spiel | Spieler 1           | Ergebnis  | Spieler 2             |
| ----- | ------------------- | --------- | --------------------- |
| 97    | (79) Zhang Yong     | 5815:5815 | Andy Hicks (A)        |
| 98    | (50) Joe Swail      | 4026:4026 | Jak Jones (78)        |
| 99    | (87) James Cahill   | 631:631   | Ken Doherty (51)      |
| 100   | (103) Cao Yupeng    | 1085:1085 | Jimmy Robertson (27)  |
| 101   | (37) David Grace    | 1154:1154 | Dominic Dale (26)     |
| 102   | (34) Fergal O’Brien | 4661:4661 | Liam Highfield (68)   |
| 103   | (17) Luca Brecel    | 980:980   | Anthony Hamilton (55) |
| 104   | (10) Anthony McGill | 2857:2857 | Mark King (13)        |

| Spiel | Spieler 1           | Ergebnis  | Spieler 2             |
| ----- | ------------------- | --------- | --------------------- |
| 97    | (79) Zhang Yong     | 5815:5815 | Andy Hicks (A)        |
| 98    | (50) Joe Swail      | 4026:4026 | Jak Jones (78)        |
| 99    | (87) James Cahill   | 631:631   | Ken Doherty (51)      |
| 100   | (103) Cao Yupeng    | 1085:1085 | Jimmy Robertson (27)  |
| 101   | (37) David Grace    | 1154:1154 | Dominic Dale (26)     |
| 102   | (34) Fergal O’Brien | 4661:4661 | Liam Highfield (68)   |
| 103   | (17) Luca Brecel    | 980:980   | Anthony Hamilton (55) |
| 104   | (10) Anthony McGill | 2857:2857 | Mark King (13)        |

| Spiel | Spieler 1          | Ergebnis  | Spieler 2             |
| ----- | ------------------ | --------- | --------------------- |
| 105   | (A) Ashley Hugill  | 416:416   | Michael Georgiou (71) |
| 106   | (42) Xiao Guodong  | 2124:2124 | Daniel Womersley (A)  |
| 107   | (41) Jack Lisowski | 2260:2260 | Eden Sharav (86)      |
| 108   | (88) Darryl Hill   | 6013:6013 | Li Hang (46)          |
| 109   | (54) Alfie Burden  | 5012:5012 | David Gilbert (12)    |
| 110   | (76) Sam Craigie   | 6137:6137 | Shaun Murphy (2)      |
| 111   | (57) Ross Muir     | 071:071   | Jimmy White (89)      |
| 112   | (56) Daniel Wells  | 4824:4824 | Steven Hallworth (A)  |

| Spiel | Spieler 1          | Ergebnis  | Spieler 2             |
| ----- | ------------------ | --------- | --------------------- |
| 105   | (A) Ashley Hugill  | 416:416   | Michael Georgiou (71) |
| 106   | (42) Xiao Guodong  | 2124:2124 | Daniel Womersley (A)  |
| 107   | (41) Jack Lisowski | 2260:2260 | Eden Sharav (86)      |
| 108   | (88) Darryl Hill   | 6013:6013 | Li Hang (46)          |
| 109   | (54) Alfie Burden  | 5012:5012 | David Gilbert (12)    |
| 110   | (76) Sam Craigie   | 6137:6137 | Shaun Murphy (2)      |
| 111   | (57) Ross Muir     | 071:071   | Jimmy White (89)      |
| 112   | (56) Daniel Wells  | 4824:4824 | Steven Hallworth (A)  |

### Achtelfinale
Alle Partien des Achtelfinales sowie der weiteren Runden wurden am Sonntagabend ab 18 Uhr ausgetragen.
| Spiel | Spieler 1             | Ergebnis  | Spieler 2             |
| ----- | --------------------- | --------- | --------------------- |
| 113   | (55) Anthony Hamilton | 571:571   | Ross Muir (57)        |
| 114   | (A) Andy Hicks        | 1538:1538 | Michael Georgiou (71) |
| 115   | (2) Shaun Murphy      | 2973:2973 | Jak Jones (78)        |
| 116   | (41) Jack Lisowski    | 780:780   | Anthony McGill (10)   |
| 117   | (42) Xiao Guodong     | 968:968   | Ken Doherty (51)      |
| 118   | (103) Cao Yupeng      | 5814:5814 | David Grace (37)      |
| 119   | (34) Fergal O’Brien   | 791:791   | David Gilbert (12)    |
| 120   | (46) Li Hang          | 5030:5030 | Steven Hallworth (A)  |

### Viertelfinale
| Spiel | Spieler 1             | Ergebnis  | Spieler 2            |
| ----- | --------------------- | --------- | -------------------- |
| 121   | (42) Xiao Guodong     | 1423:1423 | David Gilbert (12)   |
| 122   | (55) Anthony Hamilton | 3619:3619 | Anthony McGill (10)  |
| 123   | (2) Shaun Murphy      | 1476:1476 | David Grace (37)     |
| 124   | (A) Andy Hicks        | 1724:1724 | Steven Hallworth (A) |

### Halbfinale
| Spiel | Spieler 1           | Ergebnis  | Spieler 2        |
| ----- | ------------------- | --------- | ---------------- |
| 125   | (42) Xiao Guodong   | 073:073   | Andy Hicks (A)   |
| 126   | (10) Anthony McGill | 4164:4164 | Shaun Murphy (2) |

### Finale
| Spiel | Spieler 1         | Ergebnis  | Spieler 2           |
| ----- | ----------------- | --------- | ------------------- |
| 127   | (42) Xiao Guodong | 6719:6719 | Anthony McGill (10) |